# 西利夫卡河
錫利夫卡河（烏克蘭語：Силівка），是位於烏克蘭西南部的河流，屬於大庫亞利尼克河的左支流，流經敖德薩州的貝雷濟夫卡區，河道全長24公里。